# Pennaforte
Pennaforte, właśc. Orlando Pennaforte de Araujo (ur. 19 kwietnia 1905 w Rio de Janeiro, zm. 25 listopada 1947 w Rio de Janeiro) – brazylijski piłkarz grający na pozycji obrońcy.

## Kariera klubowa
Pennaforte karierę piłkarską rozpoczął w klubie CR Flamengo w 1917 roku. Z Flamengo zdobył mistrzostwo stanu Rio de Janeiro – Campeonato Carioca w 1925 roku. W latach 1928–1933 grał w Americe Rio de Janeiro. Z Americą dwukrotnie zdobył mistrzostwo stanu Rio de Janeiro – Campeonato Carioca w 1928 i 1931 roku.

## Kariera reprezentacyjna
Pennaforte zadebiutował w reprezentacji Brazylii 11 listopada 1923 w meczu z Paragwajem podczas turnieju Copa América 1923. Brazylia zajęła czwarte, ostatnie miejsce, a Pennaforte zagrał we wszystkich trzech meczach z Paragwajem, Argentyną i Urugwajem. W 1925 roku po raz drugi uczestniczył w turnieju Copa América. Brazylia zajęła drugie miejsce, a Pennaforte zagrał w dwóch spotkaniach. Mecz z Argentyną rozegrany 25 grudnia 1925 roku był jego ósmym i ostatnim meczem w barwach Canarinhos.